# Канетоло (Емилија-Ромања)
Канетоло је насеље у Италији у округу Парма, региону Емилија-Ромања.
Према процени из 2011. у насељу је живело 213 становника. Насеље се налази на надморској висини од 47 м.